# ژرژ فن در پوئل
ژرژ فن در پوئل (هلندی: Georges Van Der Poele) سوارکار پرش اهل بلژیک بود. از افتخارات وی میتوان به کسب مدال نقره و برنز در بازی‌های المپیک تابستانی ۱۹۰۰ اشاره کرد.